# Kinaporten

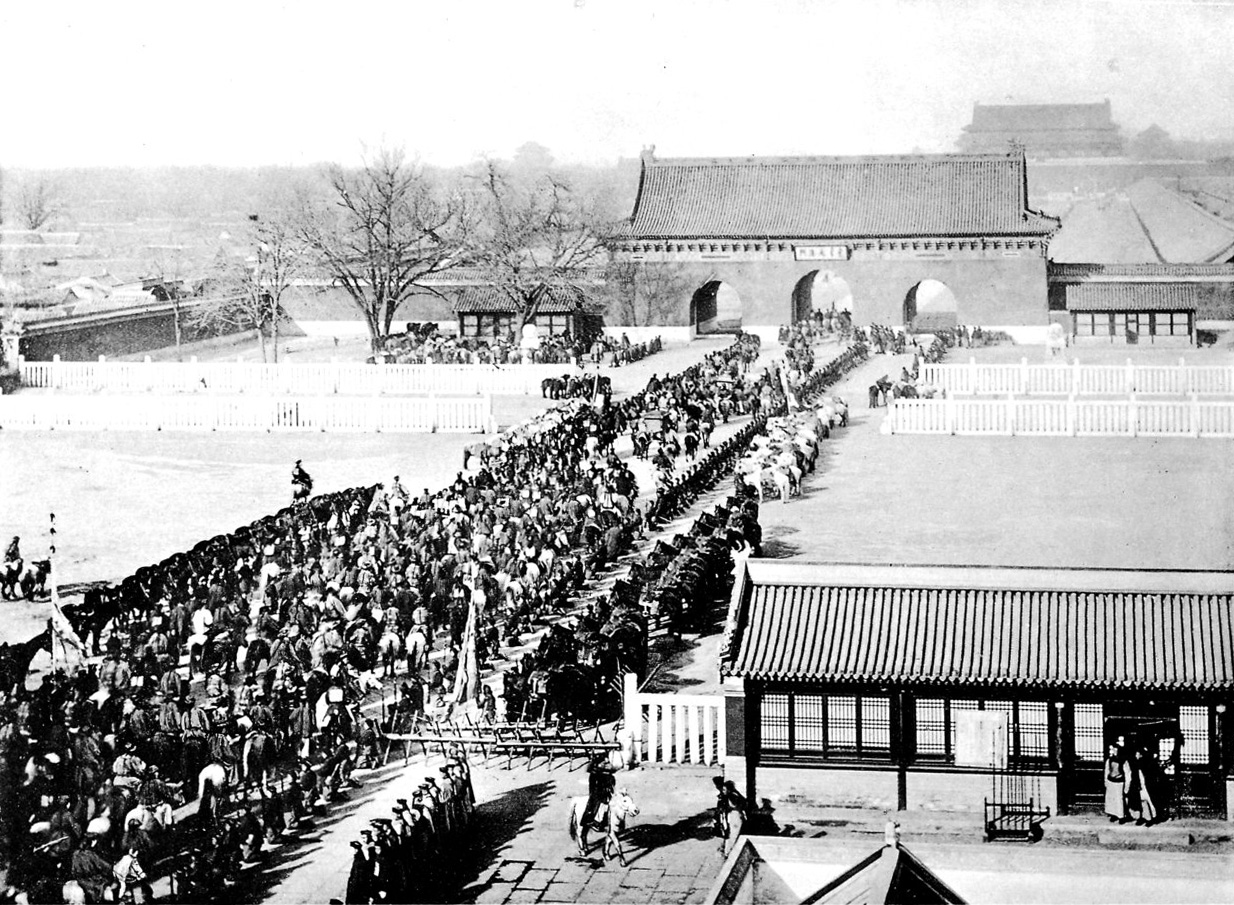
Kinaporten, 1902 eller tidigare.

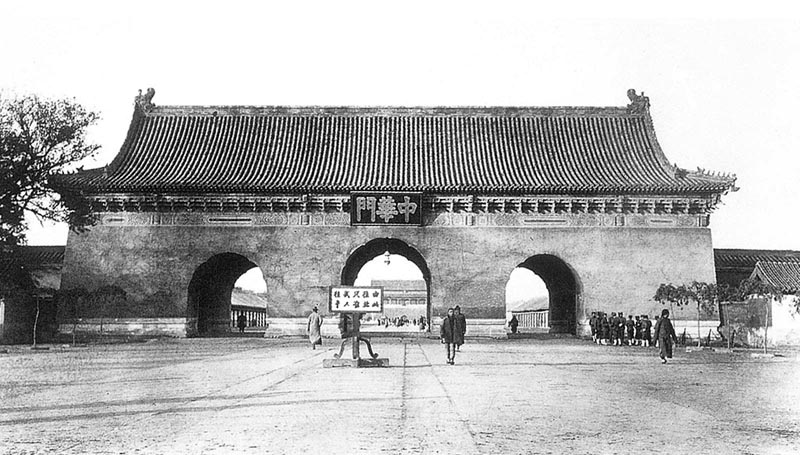
Kinaporten 1912.

Kinaporten eller Zhonghuamen (中华门; Zhōnghuámén)  var en tidigare stadsport i Pekings stadsmur i Kina. Kinaporten stod centralt i Peking i Dongchengdistriktet söder om Himmelska fridens port på dagens Himmelska fridens torg. Kinaporten revs 1959 under expansionen av Himmelska fridens port. Från 1977 upptas utrymmet där Kinaporten stod av Mao Zedongs minneshall.
Kinaporten uppfördes av kejsar Yongle i samband med den stora ombyggnaden av Peking som färdigställdes 1420. Tillsammans med Tian'anmen mot norr, Högra Chang'anporten mot väster och Vänstra Chang'anporten mot öster formade Kinaporten ett T-format torg i norra delen av vad som idag är Himmelska fridens torg.
Porten hette Damingmen (大明门) under Mingdynastin (1368–1644) och Daqingmen (大清门) under Qingdynastin (1644–1911) och fick namnet Kinaporten under den republikanska tiden.